# Mekseb Debesay
Mekseb Debesay Abrha, né le 15 juin 1991 à Asmara, est un coureur cycliste érythréen, membre de l'équipe Bike Aid. Ses frères, Fregalsi, Yakob et Kindishih et sa sœur Mossana sont également coureurs cyclistes.

## Biographie
En 2011, alors inconnu, il remporte à 20 ans, la cinquième étape du Tour d'Érythrée.
En 2012, Mekseb Debesay remporte une étape du Tour d'Érythrée en arrivant avec son frère, Fregalsi Debesay. Il prend également la 6e place du championnat d'Érythrée du contre-la-montre et la 8e place du championnat d'Érythrée sur route. Enfin, il est sélectionné par son pays pour participer au Tour de l'Avenir. Il termine la 6e et dernière étape hors-délai.
En 2013, il est sélectionné par son équipe nationale pour participer à la Tropicale Amissa Bongo. Un mois plus tard, il s'adjuge le Tour d'Érythrée et remporte la 1re étape du Fenkel Northern Redsea avant de terminer troisième de cette course. Il finit aussi 6e du championnat d'Érythrée du contre-la-montre. En fin d'année, il participe au Contre-la-montre masculin des moins de 23 ans aux championnats du monde de cyclisme sur route 2013, il termine 60e de cette épreuve. Quelques jours plus tard, il prend le départ de la Course en ligne masculine des moins de 23 ans aux championnats du monde de cyclisme sur route 2013 qu'il ne termine pas.
Il se révèle en 2014. Début mars, il termine septième du Circuit international d'Alger. Dans la foulée, il remporte la quatrième étape, le classement général et le classement par points du Tour d'Algérie. Il continue à engranger des places d'honneur en Algérie : huitième du Tour international de Blida, vainqueur d'une étape et quatrième du général du Tour international de Sétif, deuxième des critériums de Sétif et Blida. Il termine également deuxième du championnat d'Érythrée du contre-la-montre et quatrième de la course en ligne. En juin, il rejoint l'équipe allemande Bike Aid-Ride for help. Il participe sans succès au Tour of Qinghai Lake puis au Tour de Colombie. En fin de saison, il gagne le Grand Prix Chantal Biya et deux étapes du Tour du Rwanda, s'assurant la victoire à l'UCI Africa Tour 2014. En décembre, il est désigné cycliste africain de l'année, devant le Sud-Africain Louis Meintjes et l'Érythréen Natnael Berhane.
De 2016 à 2018, il évolue au sein de l'équipe World Tour Dimension Data. Il n'est pas conservé à l'issue de sa troisième saison.
En mars 2019, il devient champion d'Afrique sur route et du contre-la-montre par équipes. En mai, il retourne au sein de l'équipe Bike Aid.

## Palmarès
- 2011
  - 5e étape du Tour d'Érythrée
- 2012
  - 5e étape du Tour d'Érythrée
- 2013
  - Classement général du Tour d'Érythrée
  - 1re étape du Fenkel Northern Redsea
  - 3e du Fenkel Northern Redsea
- 2014
  - UCI Africa Tour
  - Tour d'Algérie :
    - Classement général
    - 4e étape

  - 3e étape du Tour international de Sétif
  - Grand Prix Chantal Biya :
    - Classement général
    - 4e étape

  - 1re et 6e étapes du Tour du Rwanda
  - 2e du championnat d'Érythrée du contre-la-montre
  - 2e du Critérium international de Sétif
  - 2e du Critérium international de Blida
- 2015
  -  Champion d'Afrique du contre-la-montre par équipes (avec Natnael Berhane, Daniel Teklehaimanot et Merhawi Kudus)
  - Tour international de Blida :
    - Classement général
    - 1re étape

  - Critérium international de Sétif
  - 3e étape du Tour international de Sétif
  - 8e étape du Tour du Faso
  - 1re et 4e étapes du Tour du Rwanda
  - 2e du Critérium international de Blida
  - 3e du Circuit international d'Alger
- 2016
  -  Champion d'Afrique du contre-la-montre par équipes (avec Elias Afewerki, Amanuel Gebrezgabihier et Tesfom Okbamariam)
  -  Médaillé de bronze du championnat d'Afrique sur route
- 2017
  -  Champion d'Érythrée du contre-la-montre
  - 4e étape du Tour de Langkawi
  - 10e du Tour du Guangxi
- 2018
  -  Champion d'Afrique du contre-la-montre
  -  Champion d'Afrique du contre-la-montre par équipes (avec Amanuel Gebrezgabihier, Metkel Eyob et Saymon Musie)
- 2019
  -  Champion d'Afrique sur route
  -  Champion d'Afrique du contre-la-montre par équipes (avec Yakob Debesay, Meron Teshome et Sirak Tesfom)
- 2021
  - 2e du championnat d'Érythrée du contre-la-montre

## Classements mondiaux
| Année           | 2012 | 2013 | 2014 | 2015 |
| --------------- | ---- | ---- | ---- | ---- |
| UCI Africa Tour | 57e  | 22e  | 1er  | 5e   |
| UCI Asia Tour   |      |      | 370e |      |

## Distinctions
- Cycliste africain de l'année : 2014